# Manipule romain
Pour les articles homonymes, voir Manipule.

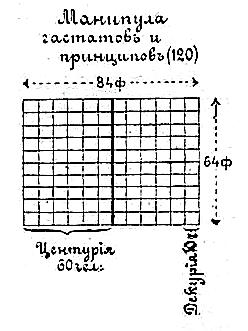
Manipule romain composée de 120 hommes, répartis en 2 centuries de 60 combattants. Ce manipule se dispose sur une largeur de 84 pieds et une profondeur de 64 pieds. Il comporte 12 rangées de combattants de 10 rangs de profondeur.

Le manipule (latin manipulus, au sens propre une « poignée », sous-entendue d'hommes ici) est une subdivision de la légion romaine antique, équivalente à une compagnie de 120 à 160 combattants, en vigueur notamment à l'époque médio-républicaine. Elle remplace, à une date débattue dans le courant du IVe siècle av. J.-C., l'organisation en ligne continue — héritée de la phalange d'époque royale — qui prévalait alors dans l'armée romaine.
La manipule est remplacée à la fin du IIème  siècle par la cohorte.

## Origines

### Nouveaux adversaires
En 390 av. J.-C., à l'occasion du sac de Rome par les Gaulois, la faiblesse de l'organisation de l'armée en ligne continue, garnie d'une phalange relativement statique à la manière de la phalange hoplitique grecque, fut mise en évidence. Les Étrusques, les Romains et les Latins combattaient alors en utilisant des hoplites disposées en phalanges, structure dont les Romains avaient hérité. 
Lors de l'invasion gauloise et de la bataille de l'Allia, l'armée romaine se porta à la rencontre des Gaulois à 16 kilomètres à peine de Rome, un peu au nord de Fidènes, près de la rivière Allia, affluent de la rive gauche du Tibre,. C'est la première fois que les Romains affrontent les Gaulois. Ces derniers, dispersés un peu partout sur le champ de bataille en groupes indépendants et disposés sur un front plus large, donnent l'impression aux Romains d'être beaucoup plus nombreux, et exposent la ligne romaine à l'encerclement immédiat. Cette situation entraîne de fait une déroute massive et un massacre de l'armée romaine.

### Nouveaux terrains

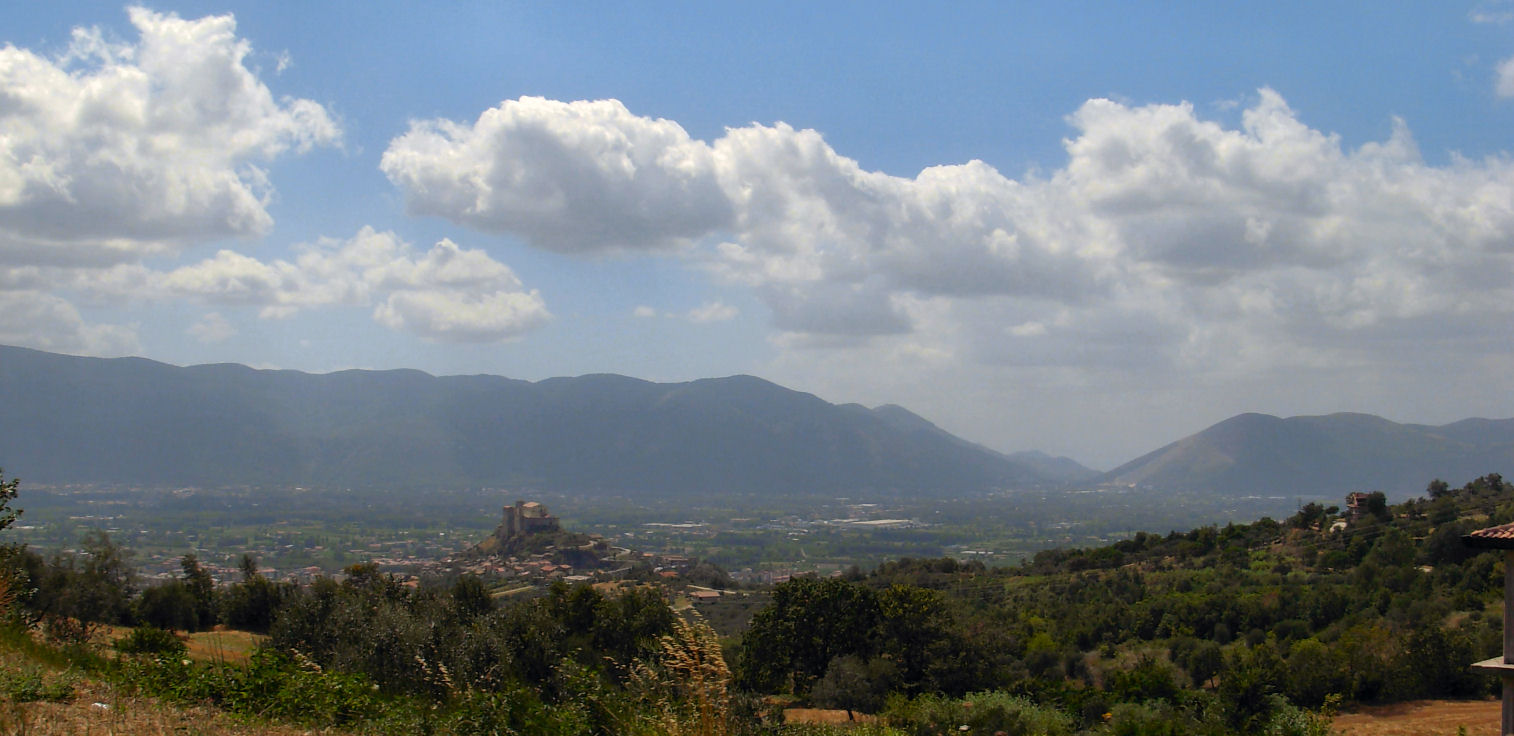
Vallée Caudine, près de Montesarchio, lieu de la défaite romaine lors de la Bataille des Fourches Caudines, en -321

La prise de conscience de l'inadaptation de l'armée composée de phalangistes aux nouveaux théâtres d'opération d'Italie centrale poussa vraisemblablement les Romains à imaginer une nouvelle forme d'ordre de bataille. Le principal terrain d'expérimentation de cette nouvelle organisation fut le Samnium durant les guerres samnites. Les Romains adoptent alors un modèle plus souple, fondé sur une organisation en 3 lignes, composées chacune de 10 manipules de 2 centuries. Cette organisation est souvent décrite comme une « phalange articulée », reposant sur le commandement décentralisé, la mobilité et l'interversion des lignes en cours d'affrontement.

## Structure et composition

### Composition
Le manipule était composé de deux centuries de 60 (ou 30) soldats de ligne, et d'un petit groupement de 40 javeliniers, des vélites disposés à l'avant pour grêler la première ligne adverse de projectiles lors de l'engagement. En rassemblant 3 manipules issus des 3 lignes différentes (hastati, principes, triarii), on forme une cohorte d'environ 480 hommes et 24 officiers et sous-officiers. Un manipule a pour un effectif entre 100 et 160 hommes au cours de la République romaine, selon qu'il appartient à la ligne des hastati, des principes, ou des triarii.
Chaque centurie, composée de plusieurs contubernia, a à sa tête un centurion (probablement élu par ses camarades au sein des combattants les plus aguerris), un optio (second), un porte-étendard (signifer) et un messager chargé du mot de passe (tesserarius). Une hiérarchie existait entre ces deux centuries : la première centurie du manipule est appelée ordo prior, la deuxième ordo posterior. Le centurion de l'ordo prior était le supérieur du centurion commandant l'ordo posterior. Les soldats du manipule se considéraient entre eux comme frères d'armes (commanipulares). Cependant ils étaient moins proches que dans un contubernium. Le manipule est aussi le nom de l'insigne porté par chaque unité.
Jusqu'à Marius, chaque manipule possède son enseigne (en latin signum), une hampe terminée par un fer de lance, qui représente l'âme même de la formation, et porté par l'aquilifer / le signifer. Après la réforme de Marius, en 107 av. J.-C., le manipule devient une sous-unité de la cohorte qui peut, à l'occasion, se séparer en manipules si le terrain ou la tactique nécessite l'utilisation d'unités flexibles, c’est-à-dire plus petites. L'équivalent militaire français au XXIe siècle serait la compagnie.

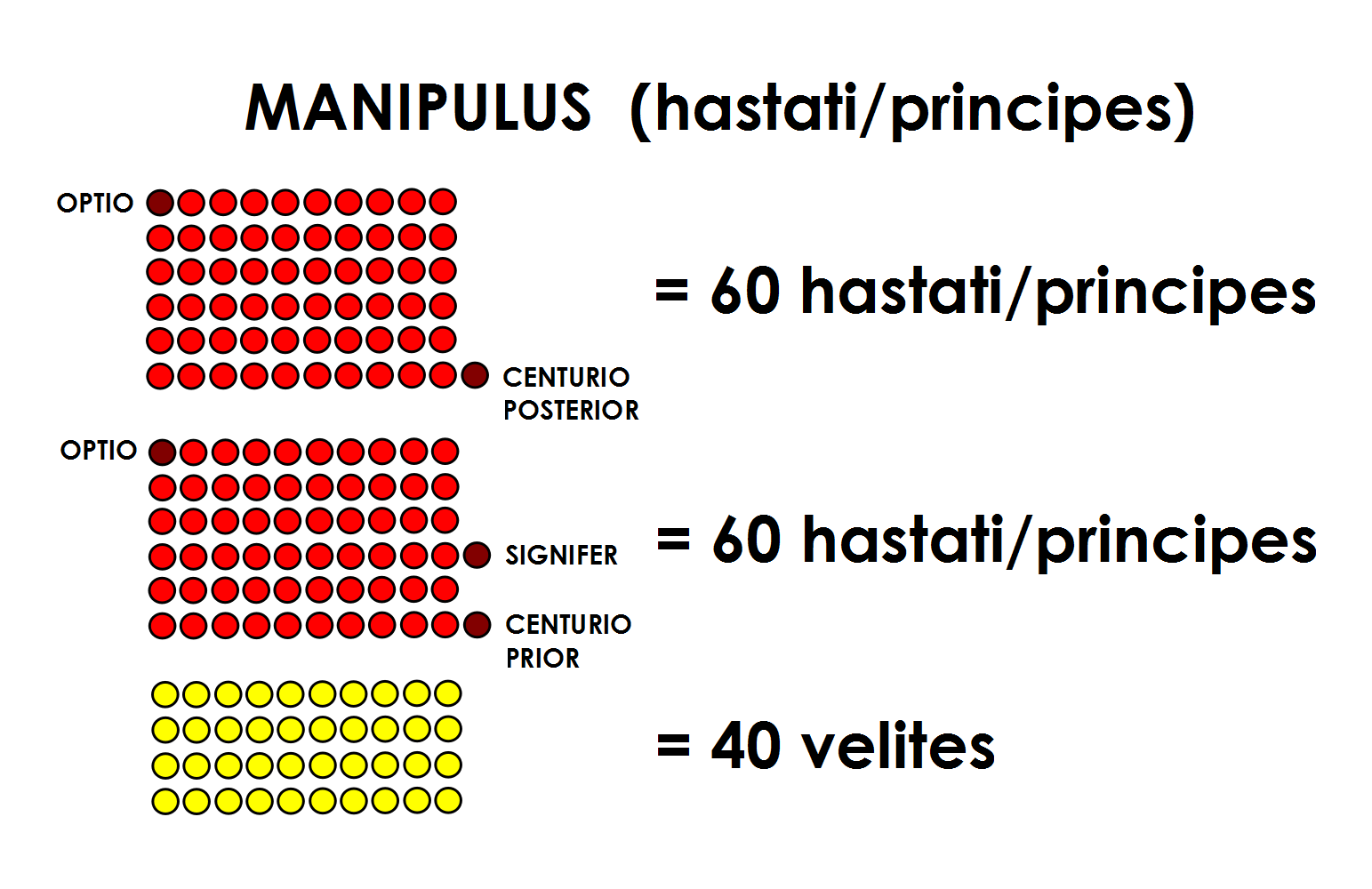
Un manipule standard, composé de deux centuries de hastati ou de principes, et d'un groupe de javeliniers légers (les vélites).
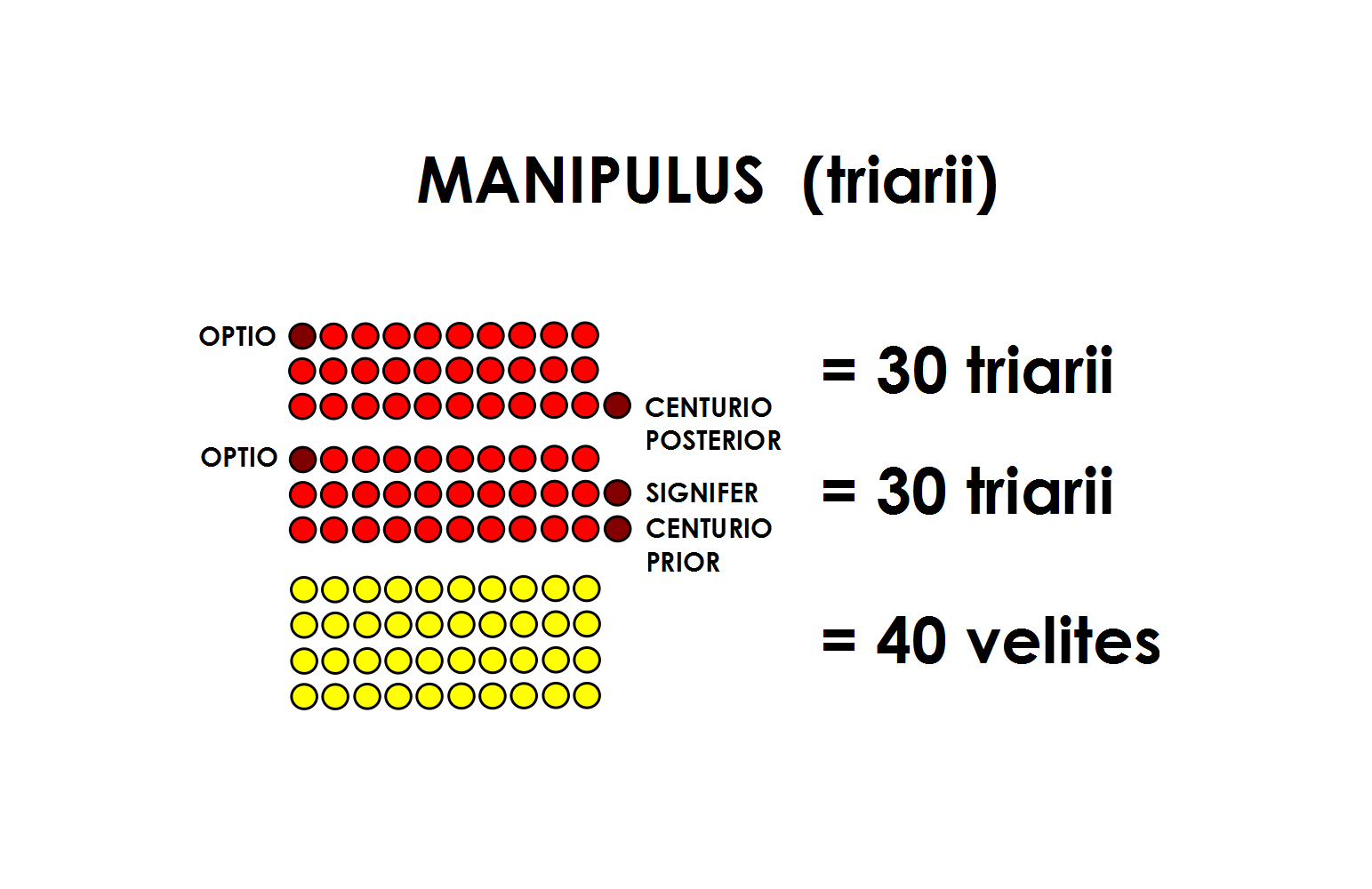
Un manipule de triaires, composé de deux centuries de 30 triaires et d'un groupe de 40 javeliniers.

### Fonctionnement pratique
La légion manipulaire, en vigueur du IVe au IIe siècle av. J.-C. était ainsi composée de 10 manipules de 120 hastati (équipés notamment de lances pour arrêter l'adversaire et le « fixer »), 10 manipules de 120 principes et 10 manipules de 60 triarii. Le combat était engagé par le premier rang, les hastati, qui étaient des unités avec le moins d'expérience et équipées le moins lourdement. Puis, si l'ennemi résistait trop, ces soldats reculaient pour laisser la place aux principes, dont les manipules se glissaient dans les interstices laissés libres entre les manipules des hastati. Les principes sont des soldats plus expérimentés et mieux équipés. En dernier recours, on faisait venir en première ligne les triarii, unités d'élites qui attendaient le genou à terre et montaient au front pour remplacer la seconde rangée. De cette pratique dérive l'expression « en venir aux triaires » (« ad triarios redisse »), pour désigner une situation désespérée dans laquelle il faut engager ses dernières forces.
| Cavalerie alliée et romaine Equites Sociorum et Legionis | Aile I des alliés Ala I Sociorum                        | Légion I Legio I                                        | Légion II Legio I                                       | Aile II des alliés Ala II Sociorum                      | Cavalerie alliée et romaine Equites Sociorum et Legionis |
| -------------------------------------------------------- | ------------------------------------------------------- | ------------------------------------------------------- | ------------------------------------------------------- | ------------------------------------------------------- | -------------------------------------------------------- |
| 900 cavaliers alliés 300 cavaliers romains               | 1 200 vélites 1 200 hastati 1 200 principes 600 triarii | 1 200 vélites 1 200 hastati 1 200 principes 600 triarii | 1 200 vélites 1 200 hastati 1 200 principes 600 triarii | 1 200 vélites 1 200 hastati 1 200 principes 600 triarii | 900 cavaliers alliés 300 cavaliers romains               |

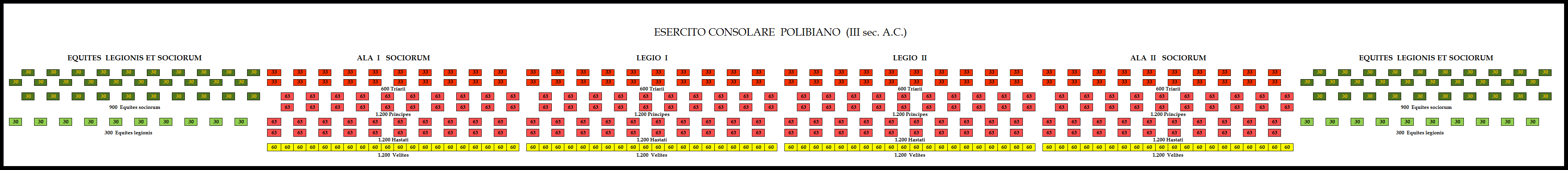
Disposition de l'ordre de bataille d'une armée consulaire à l'époque de la troisième guerre punique. Elle est composée de 2 légions (au centre), de deux ailes composée de troupes auxiliaires issues des socii de Rome, puis de deux régiments de cavalerie sur les flancs. Chaque légion est composée de 4 rangs : 1200 vélites (infanterie légère de javeliniers, organisés en ligne continue pour former un barrage de projectiles) à l'avant, 1200 hastati (lanciers, répartis en 10 manipules) en première ligne de contact, 1200 principes (infanterie lourde expérimentée, répartis en 10 manipules) en deuxième ligne de contact, et 600 triarii (infanterie lourde expérimentée, répartis en 10 manipules d'effectifs réduits) à l'arrière en cas d'ultime nécessité.

Lors du combat, après l'engagement à distance par les vélites, chargés de faire pleuvoir des javelots / dards / pila sur l'adversaire, la première ligne engage le combat au contact de la première ligne adverse. Chaque manipule laissait un espace de la largeur d'un autre manipule avec son voisin. Cela permettait aux premières lignes de se retirer sans gêner celles qui montaient au front, ou bien cela permettait aux lignes arrière de renforcer la première ligne en comblant les interstices. 
Végèce, un auteur de l'Antiquité tardive qui compile les usages tactiques et stratégiques en vigueur dans l'armée romain, décrit ainsi les différentes manœuvres des soldats au sein du manipule, suggérant que l'écart juste entre manipules et entre combattants était crucial pour maintenir une liberté de mouvements :

« Il est rigoureusement nécessaire à la guerre d'habituer les soldats, par des exercices continuels, à garder en ligne l'ordre des rangs, pour qu'ils n'aillent pas se pelotonner, ni s'étendre en sens inverse du besoin. Resserrés, ils n'ont pas l'espace nécessaire pour combattre et s'embarrassent mutuellement ; tandis qu'épars et clairsemés, ils ouvrent passage aux tentatives de l'ennemi. Or, l'épouvante amène bientôt une confusion générale, lorsqu'une armée coupée en deux se trouve prise par derrière. On aura donc soin de conduire fréquemment les recrues au terrain de manœuvre, de les disposer en bataille selon l'ordre matricule, en les allongeant d'abord sur une seule ligne, exempte de sinuosité et de courbure ; chaque soldat distant l'un de l'autre à des intervalles égaux et réguliers. On leur prescrira ensuite de doubler tout d'un coup les rangs, de manière à conserver, en pleine attaque, l'ordre qui leur est habituel. En troisième lieu, on leur fera former brusquement le carré, puis le triangle, autrement dit le coin ; manœuvre presque toujours décisive à la guerre. On leur fera aussi former le cercle, disposition qui, dans le cas où l'ennemi aurait fait une trouée à travers les lignes, permet à une poignée d'hommes exercés de lui tenir tête, d'empêcher la déroute de l'armée entière et de prévenir ainsi de funestes résultats. Grâce à des leçons assidues, les jeunes conscrits parviendront à exécuter aisément ces mouvements divers sur le théâtre même du combat. »

— Végèce, Epitomè Rei Militari

#### Sources anciennes
- Tite-Live et Polybe pour l'organisation militaire romaine des origines.
- Epitoma rei militaris (ou De Re Militari) par Flavius Vegetius Renatus pour l'organisation et les tactiques de la fin de la République.

#### Ouvrages modernes
- J.-M. Carrié, Eserciti e strategie, in vol.XVIII of Storia Einaudi dei Greci e dei Romani, Milan-Turin 2008, p. 83–154.
- G. Cascarino, L'esercito romano. Armamento e organizzazione, Vol. I – Dalle origini alla fine della repubblica, Rimini 2007.
- G. Cascarino, L'esercito romano. Armamento e organizzazione, Vol. II – Da Augusto ai Severi, Rimini 2008.
- P. Connolly, L'esercito romano, Milan, 1976.
- P. Connolly, Greece and Rome at war, Londres 1998.
- A.K. Goldsworthy, Roman Warfare, 2000.
- A.K. Goldsworthy, Complete Roman Army, 2003.
- A.K. Goldsworthy, Storia completa dellesercito romano, Modène, 2007.
- J. Rodríguez González, Historia de las legiones Romanas, Madrid 2003.
- L. Keppie, The Making of the Roman Army, from Republic to Empire, London 1998.